# Vila Olímpica Oscar Schmidt
A Vila Olímpica Oscar Schmidt é um grande complexo desportivo de 17.019m2 localizado em Santa Cruz, na cidade do Rio de Janeiro. Inaugurada em 2004, faz parte da rede de complexos desportivos da prefeitura municipal, que inclui o Centro Esportivo Miécimo da Silva, uma das sedes dos Jogos Pan-americanos de 2007. Em 2007 a Vila Olímpica foi a primeira a receber a Tocha dos Jogos Pan-americanos de 2007 na cidade do Rio.
A mesma oferece 26 modalidades esportivas gratuitamente, dispondo de:
- quadra polivalente descoberta, com piso de concreto monolítico, quadra de vôlei de praia, de tênis, de bocha,
- campo de futebol de grama sintética, com alambrado
- pista de atletismo, em piso de borracha com quatro raias de 1,20m de largura e uma caixa de areia para saltos.
- piscina semi-olímpica
- parque infantil, entre outros equipamentos.